# Orpington
Orpington es una ciudad y distrito electoral en el distrito londinense de Bromley, en el extremo sureste de la dispersión urbana de la capital británica. Está identificado en el Plan de Londres como uno de los 35 principales centros del Gran Londres. Antes de la creación de dicho término en 1965, Orpington estaba en el condado de Kent.

## Historia
Se han encontrado herramientas de la Edad de Piedra en varias áreas de Orpington, como Goddington Park, Priory Gardens, Ramsden estate y Poverest. Se han encontrado fragmentos de cerámica de la Edad del Bronce en el área de Park Avenue. Durante la construcción de Ramsden Boys School en 1956, se excavaron los restos de una granja de la Edad de Hierro, la zona fue ocupada en la época romana, como lo demuestran Crofton Roman Villa y la casa de baños romana en Fordcroft. Durante el período anglosajón, se usó el cementerio anglosajón Fordcroft en la zona. El primer registro del nombre de Orpington ocurre en 1038, cuando el tesorero del Rey Cnut, Eadsy, donó tierras en "Orpedingetune" al Monasterio de la Iglesia de Cristo en Canterbury. La iglesia parroquial también es anterior al Libro Domesday. El 22 de julio de 1573, la Reina Isabel I se entretuvo en Bark Hart (Orpington Priory) y sus caballos estabulados en el Anchor and Hope Inn (Orpington High Street).
Hasta que llegó el ferrocarril, el centro comercial local estaba cerca de St. Mary Cray, en lugar de Orpington. St. Mary Cray tenía un mercado regular y la industria (fábricas de papel y fundición de campanas), mientras que Orpington era simplemente un pequeño pueblo rural rodeado de granjas de frutos rojos, campos de lúpulo y huertos.
Estos cultivos atraían a los romaníes que trabajaban como recolectores itinerantes, a campamentos anuales en prados locales y a pozos de tiza resueltos. Aunque este trabajo ha terminado en gran medida, el distrito todavía proporciona un sitio permanente para los viajeros en Star Lane y las reuniones históricas se conmemoran con nombres de calles locales, como Romany Rise. En 1967 Eric Lubbock, entonces diputado liberal de Orpington, promovió un proyecto de ley para miembros privados para proporcionar sitios gitanos permanentes; esto resultó en la Ley de Sitios de Caravanas de 1968 que imponía a las autoridades locales la obligación de proporcionar sitios para viajeros que residen localmente. En 1971 se realizó una reunión internacional de gitanos en Orpington; este Congreso de Orpington marcó la fundación de la Unión Romaní Internacional, un grupo que busca representación política para los romaníes en toda Europa.

### Gobierno
Orpington ha sido parte del London Borough of Bromley desde el 1 de abril de 1965, antes de este gobierno local de Orpington era el distrito urbano de Orpington. Orpington forma parte de Orpington (distrito electoral del Parlamento del Reino Unido) y el actual diputado es Jo Johnson, que ha ocupado el cargo desde 2010. Gareth Bacon es el miembro de la Asamblea de Londres para la circunscripción de Bexley y Bromley en la que se encuentra Orpington. El alcalde de Orpington es el consejero Ian Payne debido a que Orpington forma parte del London Borough of Bromley.

### Demografía
Los datos del censo de 2011 informan que la población de Orpington es de 15,311, de los cuales el 52% son mujeres y el 48% son hombres. La edad promedio es 42 años, ligeramente por encima de la edad promedio nacional de 40 años. El 86% de la población de Orpington nació en Inglaterra, el segundo es Escocia con el 1.1%. El 95.1% de la población de Orpington habla inglés, el segundo es el resto de los chinos con solo el 0.4%. El cristianismo es la religión prominente en Orpington con el 63.1% de la población identificándose como cristiana, ninguna religión fue segunda con el 24.4% y la tercera musulmana con el 2.1%. Cabe destacar que 45 personas se identifican como Jedi Knight y 5 Heavy Metal como su religión. El 51.1% de la población local está casado, el 23.8% son solteros, el 8.2% conviven con un compañero del sexo opuesto y el 0.5% conviven con un compañero del mismo sexo. La principal ocupación son los profesionales que constituyen el 19,2% de la población, seguidos por los administrativos y de secretaría con el 16,2%.

### Elección parcial de 1962
Después de que el miembro conservador para el distrito electoral de Orpington, Donald Sumner, había dimitido para hacerse un juez del tribunal del condado, una elección parcial se sostuvo el 15 de marzo de 1962. Orpington fue considerado un asiento conservador seguro, pero Eric Lubbock, el candidato liberal, ganó con un 22% de alejamiento de los conservadores, el resultado causó sensación y fue noticia en todo el país. Es a partir de este triunfo que la reactivación del Partido Liberal suele ser anticuada.

## Venta al por menor y comercio
High Street y el adyacente centro comercial Walnuts contienen una amplia variedad de tiendas de la calle principal. Hay un mercado general tres días a la semana frente a Colegio Orpington. Un gran supermercado de Tesco abrió en 2009 en el sitio de un antiguo aparcamiento de varias plantas. Hay varios restaurantes en el centro de la ciudad. Hay varios restaurantes en el centro de la ciudad, se introdujo una zona de estacionamiento restringido en la calle principal de Orpington, lo que permitió que el consejo eliminara marcas viales que indicaban restricciones de estacionamiento. Al combinar la falta de marcas, con la supervisión de CCTV, el consejo ha podido reducir la cantidad de ruido en las calles y mejorar la calidad del entorno de High Street.
Orpington tiene un excelente acceso de transporte público, que incluye una estación de tren concurrida y rutas de autobuses de alta frecuencia que se extienden entre el centro de la ciudad y los suburbios residenciales. Hay puntos de venta de 'caja grande' en St. Mary Cray, incluido el nuevo Nugent Shopping Park. Tras la reubicación de Marks & Spencer de su tienda anterior en el centro de la ciudad hasta el Nugent Shopping Park, su sitio anterior fue adquirido por Sainsbury's, que se mudó de su sitio anterior en las Nueces.

## Deporte y ocio
El centro de ocio de Walnuts, justo al este de High Street, tiene una piscina cubierta de seis carriles y 33,3 metros, pistas de squash y un gimnasio con sauna y sala de vapor, así como un pabellón deportivo utilizado para actividades como bádminton, baloncesto, clases de trampolín y fitness. El pabellón de deportes también se usa para la Gimnasia Artística Femenina y es el lugar de entrenamiento para el Club de Gimnasia Orpington.
The Walnuts ha sido la sede del club de natación Orpington Ojays durante casi cuarenta años. El club atiende a todos los niveles, desde aquéllos que están aprendiendo a nadar hasta nadadores de élite que desean nadar competitivamente a nivel de condado y nacional.
También hay otros centros de ocio, como uno situado en Harris Academy Orpington, que cuenta con canchas sintéticas para hockey y fútbol, tres canchas de tenis al aire libre, dos canchas de netball, cuatro redes de cricket al aire libre y un pabellón deportivo con gimnasio/gimnasio y estudio de baile. Otro es Pure Gym, un club de salud solo para miembros en Sandy Lane que anteriormente era LA Fitness pero que cambió y causó controversia a fines de 2015. Otras instalaciones para hacer ejercicio incluyen el gimnasio de musculación Ripped Muscle And Fitness ubicado en Orpington highstreet, Keddles Gym, el club de artes marciales Jack Watson y Anytime fitness que se puede encontrar en Orpington highstreet.
Hay rugby, fútbol, tenis y campos de cricket en Goddington Park que son utilizados por Westcombe Park RFC, Orpington Cricket Club y Orpington Football Club. Westcombe Park RFC compite en la Liga Nacional 3 de Londres y SE (cuatro ligas por debajo del rugby premiership). 'Combe' se mudó del área de Blackheath a Orpington en 1936. Cray Wanderers F.C., establecido en 1860 ya no juega en Orpington, pero ahora comparte un terreno con Bromley F.C. El 3 de octubre de 2014, Cray Wanderers firmó un contrato condicional para comprar Flamingo Park Sports Center en el puente A20 Sidcup. Posteriormente, el club obtuvo el permiso de planificación del Consejo Bromley para un nuevo centro comunitario deportivo, con un nuevo estadio multideportivo con una capacidad para espectadores de 2.200. Pero en julio de 2016, el nuevo alcalde de Londres, Sadiq Khan, vetó el plan como parte de su promesa de proteger la tierra del cinturón verde. El plan ahora será escuchado por el Secretario de Estado de Comunidades y Gobierno Local a fin de dar una decisión final sobre un nuevo terreno para Cray Wanderers.
Desde 1985 los miembros de Orpington Road Runners se han reunido todos los martes cerca de The Buff Pub y los domingos en High Elms Country Park. Durante más de 10 años, el Club ha organizado una carrera de 10 km y una serie de carreras divertidas de 2 km durante el verano junto con la Escuela Darrick Wood. Bromley Indoor Bowls Club está situado en Gillmans Road. Cuencos de césped se juega en el Club Excelsior en Poverest Recreation Ground. Knoll Lawn Tennis Club tiene (a pesar de su nombre) cinco pistas de asfalto escondidas entre las casas de Mayfield Avenue y Lynwood Grove. Bromley Tennis Center (seis canchas interiores y cuatro canchas exteriores iluminadas) se encuentra en los terrenos de Newstead Wood School.
El trabajo de construcción de un nuevo complejo de cines en The Walnuts Center comenzó en 2014; la pantalla siete Odeon Cinema se inauguró el 26 de febrero de 2016. Orpington no tenía cine desde 1982, cuando cerró el antiguo cine Commodore.

## Educación
La educación en Orpington es administrada por el London Borough of Bromley, que es la Autoridad Educativa Local. La ciudad contiene una gama completa de escuelas primarias y secundarias. Las escuelas secundarias estatales incluyen St. Olave's Grammar School y Newstead Wood School que seleccionan a los estudiantes sobre la base de su rendimiento en un examen de ingreso altamente competitivo.
El campus de Orpington de Bromley College, Bromley es una universidad de educación superior. Está afiliado a la Universidad de Greenwich y Universidad Christ Church de Canterbury. El campus de Orpington de Bromley College es el edificio más alto de Orpington y fue construido en 1972.

## Transporte
La estación de trenes de Orpington es un centro de transporte al sureste del país con trenes a las estaciones de Charing Cross y Cannon del centro de Londres vía Grove Park, así como a Victoria a través de Bromley South y Herne Hill. Fuera del Gran Londres, los servicios se llaman en Sevenoaks, Tunbridge Wells y Hastings.
Orpington es atendido por muchos servicios de autobús de Transport for London, así como por un servicio Arriva Kent Thameside y un servicio Go Coach Buses.
La circunvalación M25 alrededor de Londres pasa Orpington al sur de la ciudad y tres carreteras A, A208, A224 y A232 pasan por la zona. Además, la A21 pasa a lo largo de la frontera sur de la ciudad.

## Señales

### La iglesia parroquial
La Iglesia Parroquial es la Iglesia de Todos los Santos, que se asienta sobre los cimientos prenormamanos. Mencionado en el libro Domesday, es de estilo inglés temprano, pero algunos trabajos sajones son visibles. Fue otorgado por el arzobispo de Canterbury en 1173. La torre y el campanario fueron dañados por una tormenta en 1771. El campanario reconstruido fue alcanzado por un rayo en 1809, y no fue reemplazado. La iglesia se amplió enormemente en 1957. El actual vicario es el reverendo Brian McHenry.

### El Priorato
El Priorato es una casa de pasillo medieval. En 1032, Eadsy, capellán de King Cnut, le dio su propiedad en Orpedingetune a Christ Church Priory, Canterbury. El primer rector de Orpington, Hugh de Mortimer, celebró la corte aquí en 1270. La casa fue reconstruida en 1290, esta vez en piedra y se extendió en 1393 y 1471. En el siglo XVII la casa dejó de ser una rectoría para convertirse en propiedad privada; se agregó una extensión con estructura de madera, que ya no existe. La casa fue adquirida por el Concejo del Distrito Urbano de Orpington en 1947 y solía albergar un museo, que se cerró en septiembre de 2015 después de más de 50 años por razones de costos.

### Jardines del Priorato
Los Jardines Prioritarios de Grado II diseñados por los últimos propietarios privados de The Priory, Cecil y Lilian Hughes, consisten en jardines formales estilo italiano y artesanos que reflejan los intereses respectivos de Hughes, un parque ajardinado con área de juegos para niños y un trío de jardines naturales estanques donde se levanta el río Cray. Cada año, la Orpington May Queen se corona en los jardines.

### Hospital de Orpington
Durante la Primera Guerra Mundial, un gran hospital militar, el "16 general canadiense" se construyó al sureste de la estación, financiado por el gobierno de Ontario, Canadá. Originalmente acomodaba a 1,050 pacientes; se añadió un ala extra en 1917. En enero de 1919 más de 15,000 soldados heridos habían sido tratados aquí. La mayoría de los edificios prefabricados originales se mantuvieron en uso durante más de 80 años antes de una gran renovación en el cambio de siglo. En la actualidad Orpington Hospital brinda servicios de rehabilitación y terapia, servicios ambulatorios y de diagnóstico (que incluyen dermatología y diabetes), pero ya no cuenta con una Unidad de Accidentes y Emergencias. El A&E más cercano es Queen Mary's, Sidcup o el Hospital de la Princesa Royal University, Farnborough.

### Monumento de guerra de Orpington
El monumento de guerra de Orpington que se encuentra al final de Highstreet es un punto focal para Remembrance Sunday.
Fue diseñado por el arquitecto local Charles Heaton Comyn y presentado el domingo 28 de agosto de 1921. Originalmente contenía los nombres de 111 hombres locales que murieron en la Gran Guerra, aunque se agregaron más nombres más tarde, lo que elevó el total de la Gran Guerra a 117.
Una campaña en 1997-98 para el recuerdo de 432 miembros de las fuerzas armadas que cayeron en la Segunda Guerra Mundial dio como resultado la develación de ocho placas más el domingo 2 de agosto de 1999.
Se ha agregado otra nueva placa que detalla los ocho hombres locales que han muerto en servicio activo desde 1945.

### Rincón canadiense
En la esquina de la iglesia de Todos los Santos se encuentra Rincón canadiense. Este es un monumento conmemorativo de la Primera Guerra Mundial que marca dónde están enterrados 182 soldados que murieron siendo atendidos en el Hospital Orpington. El nombre se deriva del hecho de que 88 de los enterrados son canadienses. Rincón canadiense es único en otros monumentos en que su diseño se asemeja al de Cementerios de la Primera Guerra Mundial encontrados en Francia y Bélgica con el texto en el monumento que sugiere que Memorial Cross sea el primero fuera del Frente Occidental ya que el público inglés estaba interesado en cómo los cementerios de guerra se miraban. Memorial Cross en Rincón canadiense se inauguró en 1921 en presencia del Alto Comisionado para Canadá. El pistón automático usado para soltar la bandera de la Unión que ocultaba la Cruz fue el mismo usado por el Rey Jorge el Quinto durante la presentación de El cenotafio un año antes. Memorial Cross en Rincón canadiense fue el primer Canadian Memorial presentado en el Reino Unido.

## Hombre de Orpington
Los periodistas en la década de 1960 utilizaron el "hombre de Orpington" para designar a un miembro típico de la clase media baja, por ejemplo, como el público objetivo de un llamamiento electoral o publicitario.

## Residentes célebres
- Charles Darwin. Naturalista
- Dina Asher-Smith. Sprinter británico[38]
- Pixie Lott. Cantante y compositor
- Jeremy Beadle. Presentador de TV, escritor y productor